# Лазар Митровић
Лазар Митровић (Лесковац, 18. август 1998) српски је фудбалер. Игра на позицији нападача.